# Ala-Artscha
Die Ala-Artscha (russisch Ала́-Арча́) ist ein linker Nebenfluss des Tschüi in Kirgisistan. Sie hat eine Länge von 76 km und entwässert ein Areal von 233 km². Der mittlere Abfluss beträgt 4,17 m³/s.
Die Ala-Artscha durchfließt den Bezirk Alamüdün im Oblus Tschüi. Der Fluss entspringt am Nordhang des Hauptkamms des Kirgisischen Gebirges und wird von dessen Gletschern gespeist. Er fließt in nördlicher Richtung durch ein Gebirgstal, das innerhalb des Ala-Artscha-Nationalparks liegt.
Die Ala-Artscha verlässt danach das Gebirge und erreicht die Steppe nördlich der Bergkette. Sie durchfließt anschließend die kirgisische Hauptstadt Bischkek. Wenige Kilometer nördlich wird sie zum Ala-Artscha-Stausee aufgestaut. Schließlich erreicht sie den Tschüi und mündet linksseitig in diesen.